# 雞爪勒圍盾介殼蟲
雞爪勒圍盾介殼蟲（学名：Fiorinia randiae）为盾介殼蟲科圍盾介殼蟲屬下的一个种。